# Oyonnax
Oyonnax [ˈojɔnˌna] ist eine französische Stadt im Département Ain in der Region Auvergne-Rhône-Alpes.
Als größte innerhalb des französischen Juras gelegene Stadt hat sich Oyonnax seit der Industrialisierung Frankreichs von der Kammmacherstadt zu einem Zentrum der Kunststoffindustrie entwickelt.

## Geografie
Oyonnax liegt auf 540 m, etwa 85 Kilometer nordöstlich der Stadt Lyon und 40 Kilometer Luftlinie westlich von Genf. Die Industriestadt erstreckt sich im Haut-Bugey, östlich des Ain-Tals im Jura, in einem breiten Talbecken an der Ange, am Westfuß der Waldhöhen des Hochjuras.

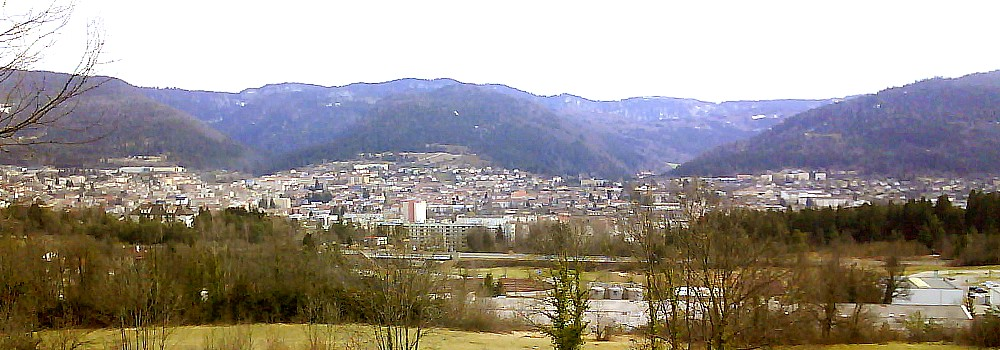
Oyonnax, im Hintergrund die Jurahöhen

Die Fläche des 36,37 km² großen Gemeindegebiets umfasst einen Abschnitt des südlichen französischen Juras. Der zentrale Teil wird vom Talbecken der Ange eingenommen, das hier eine Breite von ungefähr zwei Kilometern aufweist und eine Synklinale im Faltenjura bildet. Bei Oyonnax tritt die Ange von Osten her in das Talbecken ein und entwässert es nach Süden zum Oignin. Im Stadtbereich von Oyonnax befindet sich eine Talwasserscheide; der nördliche Abschnitt wird durch den Merdanson zur Bienne entwässert. 
Der östliche Stadtteil liegt im stark reliefierten Bereich der Hochjuraketten, die geologisch aus einer Reihe von Antiklinalen und Synklinalen bestehen, die durch verschiedene Bruchlinien gestört sind. Hauptmerkmal östlich der Stadt sind zwei tief eingeschnittene Erosionstäler, nämlich das Quelltal der Ange und dasjenige ihres kurzen Seitenbaches Sarsouille. Dazwischen befindet sich die Waldhöhe des Rieremont (925 m), südlich der Ange der Haut Crêt (bis 960 m) und ganz im Norden der Bois de Belmont (bis 1020 m). Weiter nach Osten reicht der Gemeindeboden über den Kamm der Forêt d’Oyonnax (1065 m) bis auf den Crêt Marquet, auf dem mit 1082 m die höchste Erhebung von Oyonnax erreicht wird. Das Gebiet ist größtenteils bewaldet. Zwischen den Geländekämmen verlaufen teils oberirdisch abflusslose Senken und Moorflächen. Im äußersten Südosten hat Oyonnax Anteil am Moorsee Lac Genin. 
Westlich an das Talbecken von Oyonnax schließt der breite Höhenrücken von Veyziat (bis 660 m) an. Dieser wird von der Mulde von Bouvent abgelöst, die sich nach Norden zum Talbecken des Ain hin öffnet. Ganz im Westen liegt der bewaldete Kamm der Massiat-Antiklinale (im Bois de Diesse 750 m), die steil zum Flusstal des Ain abfällt.
Zu Oyonnax gehören neben der eigentlichen Stadt und verschiedenen Außenquartieren auch mehrere Dörfer und Weiler:
- Geilles (590 m) in einem Talkessel an der Ange zwischen Haut Crêt und Rieremont
- Veyziat (610 m) auf dem Höhenrücken westlich des Talbeckens von Oyonnax
- Mons (620 m) auf einem Hochplateau der Massiat-Antiklinale
- Bouvent (545 m) auf einer Verebnungsfläche am Nordabhang des Höhenrückens von Veyziat
- Massiat (500 m) am Rand der Moorfläche unterhalb von Bouvent
- Chatonnax (550 m) am Ostabhang des Höhenrückens des Bois de Diesse

Die Stadt liegt südwestlich des Regionalen Naturparks Haut-Jura, mit dem sie als offizieller Zugangsort assoziiert ist.
Nachbargemeinden von Oyonnax sind Dortan und Arbent im Norden, Échallon im Osten, Charix, Apremont, Bellignat und Géovreisset im Süden sowie Samognat im Westen.

## Geschichte
Lange Zeit ging man davon aus, dass Oyonnax eine griechische Gründung aus der Zeit um 500 vor Christus sei, welche den Namen Oyo Naxos (Insel der Schafe) trug. Diese „Insel“ hätte vermutlich die Halbinsel am Zusammenfluss von Lange und Sarsouille bezeichnet. Abgesehen von der Namensähnlichkeit deutete aber nichts weiter auf die Anwesenheit der Griechen hin, und auch aus der keltischen Zeit existieren auf dem Gebiet von Oyonnax keine Zeugnisse.
Neuere Geschichtsforschungen lassen darauf schließen, dass Oyonnax eine relativ junge Gründung ist. Im 11. Jahrhundert gehörte die Region den mächtigen Herren von Thoire-Villars. Diesen unterstand das Kloster Saint-Oyen im benachbarten Arbent, das von den Mönchen von Saint-Claude gegründet worden war. Die Besitzungen dieses Klosters im Talbecken des heutigen Oyonnax wurden oyenna (zu Saint-Oyen gehörig) genannt. Mit der Zeit wandelte sich die Schreibweise über Oyennax zu Oyonnax.
Im Mittelalter unterstand Oyonnax zunächst den Herren von Thoire-Villars, bevor es 1402 unter die Oberhoheit der Grafen von Savoyen geriet. Mit dem Vertrag von Lyon gelangte Oyonnax im Jahre 1601 an Frankreich.
Das raue Klima und die kargen Böden der Region veranlassten die Bewohner von Oyonnax schon im Mittelalter, neben der Landwirtschaft auch andere Tätigkeiten auszuüben, um Einkünfte zu erzielen. So entwickelte sich schon während des Mittelalters das Handwerk und insbesondere das Kunsthandwerk. Von Bedeutung war zunächst die Holzverarbeitung. Im 17. Jahrhundert erschienen erstmals die Kammmacher, wobei anfangs Holzkämme, später solche aus Horn angefertigt wurden. Die Kammherstellung prägte das Wirtschaftsleben von Oyonnax im 19. Jahrhundert, daneben gab es auch mechanische Werkstätten und Seidenverarbeitung. Am Anfang wurde die Arbeit hauptsächlich als Heimarbeit oder in kleinen Werkstätten verrichtet. In der zweiten Hälfte des 19. Jahrhunderts wurde die Produktion in Fabriken verlegt.
Die Entdeckung des Zelluloids führte ab etwa 1880 zu einer großen Umstellung in der Industrie von Oyonnax. An die Stelle der früher wichtigen Industriezweige trat nun die Herstellung und Verarbeitung von Kunststoffteilen für verschiedenste Verwendungszwecke, beispielsweise Sackverschlüsse, Schmuckstücke, Zigarettenetuis, Knöpfe und Brillen. Im Lauf der Zeit wurde die Produktion immer stärker mechanisiert und automatisiert.
Während des Zweiten Weltkrieges bildete Oyonnax ein Zentrum der Maquisarden, den Widerstandskämpfern der Résistance, im französischen Jura. Am 11. November 1943 fand in der Stadt trotz der in der Nähe stationierten deutschen Besatzungstruppen ein Defilee der Maquisarden statt, um deren Präsenz in der Region zu markieren. Am 8. Juni 1944 wurde Oyonnax von den Forces françaises de l’intérieur befreit.
Seit dem Zweiten Weltkrieg hat sich Oyonnax zu einem führenden Zentrum der Kunststoffindustrie entwickelt und sich stets der neuesten Technologie angepasst, weswegen die Talschaft heute den Namen La Plastics Vallée (das „Kunststoff-Tal“) trägt. Dies führte zu einem starken Wachstum der Stadt. Seit den 1950er Jahren wurden die ehemals sumpfigen Abschnitte der Talschaft entwässert, wodurch sich Oyonnax auch Richtung Westen über den ganzen Talboden ausdehnen konnte. Zu einer Gebietsveränderung kam es am 1. Januar 1973, als die beiden zuvor selbständigen Gemeinden Bouvent und Veyziat nach Oyonnax eingemeindet wurden.

## Bevölkerung
| Jahr                       | 1962   | 1968   | 1975   | 1982   | 1990   | 1999   | 2011   | 2021   |
| Einwohner                  | 15.322 | 20.265 | 23.026 | 22.739 | 23.869 | 24.162 | 22.459 | 22.277 |
| Quellen: Cassini und INSEE |        |        |        |        |        |        |        |        |

Mit 22.378 Einwohnern (Stand 1. Januar 2022) gehört Oyonnax zu den größten Gemeinden im Département Ain. Das Wachstum der Einwohnerzahl von Oyonnax vollzog sich in zwei starken Schüben. Die erste markante Zunahme fand in der Zeit von 1880 bis 1920 statt und fiel in die Zeit der Umstellung der Industrie von der Kammmacherei zur Kunststoffherstellung. Im Jahr 1920 überschritt die Einwohnerzahl erstmals die Grenze von 10.000. Einen zweiten massiven Bevölkerungsanstieg verzeichnete Oyonnax zwischen 1954 und 1968, in der sich die Einwohnerzahl erneut verdoppelte. Ab Mitte der 1970er Jahre wurden während längerer Zeit nur noch geringe Schwankungen registriert. Die Ortsbewohner von Oyonnax heißen auf Französisch Oyonnaxien(ne)s.
Oyonnax ist das Zentrum einer Agglomeration, die rund 36.000 Einwohner zählt. Das Siedlungsgebiet von Oyonnax, dessen Kern ursprünglich im Bereich der Bäche Lange und Sarsouille lag, hat sich mittlerweile über das ganze Talbecken ausgedehnt und zieht sich auch an den umliegenden Hängen hinauf. Heute ist das Siedlungsgebiet fast lückenlos mit demjenigen von Bellignat im Süden und von Marchon respektive Arbent im Norden zusammengewachsen.

## Sehenswürdigkeiten
Die heutige Kirche Saint-Léger wurde 1840 erbaut. Die moderne Architektur spiegelt die Kirche Notre-Dame de la Plaine wider. Zu den ältesten erhaltenen Gebäuden von Oyonnax zählt das Maison Brunet mit einem quadratischen Turm, das im 19. Jahrhundert als Mairie diente. Ansonsten ist von der alten Bausubstanz nur noch wenig zu sehen. Im Stadtkern sind Häuser der Jugendstilzeit erhalten. Zahlreiche Gebäude, insbesondere die Repräsentationsbauten der ansässigen Firmen und die öffentlichen Gebäude (Stadthaus, Kulturzentrum) zeigen den Stil der Postmoderne mit Glasarchitektur. Ferner besitzt Oyonnax verschiedene Stadtparks. Im Musée du Peigne et de la Plasturgie wird die industrielle Entwicklung der Stadt Oyonnax von der Kammmacherei bis zur modernen Kunststoffindustrie gezeigt.
Die Kirche Saint-Clair in Veyziat zeigt gotische Stilelemente, wurde jedoch im 17. und 19. Jahrhundert stark verändert. Ebenfalls gotisch ist die Kapelle von Bouvent. Zu den Natursehenswürdigkeiten zählt der Lac Genin, der mit seiner Umgebung einen beliebten Erholungsraum bildet.

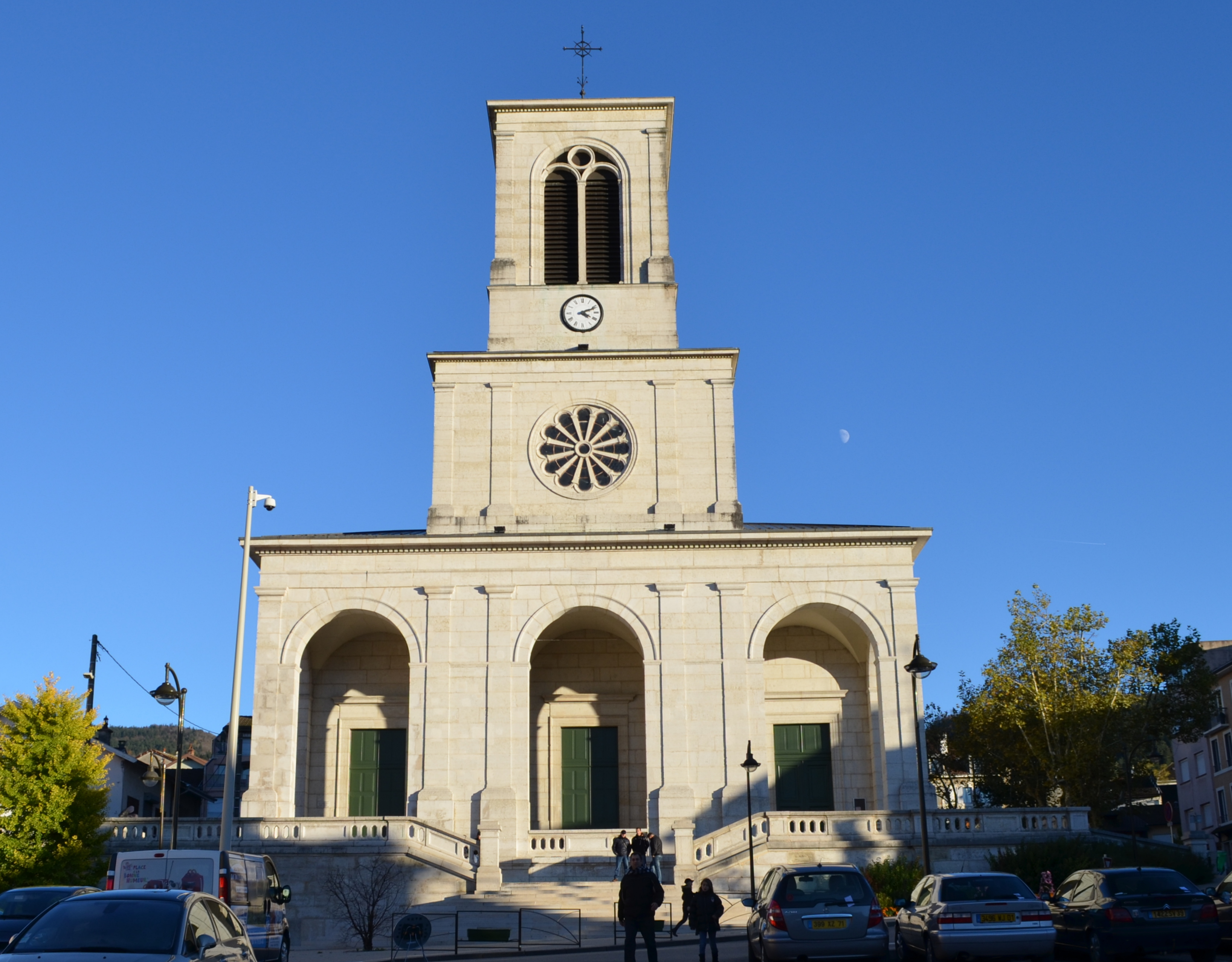
Kirche Saint-Léger
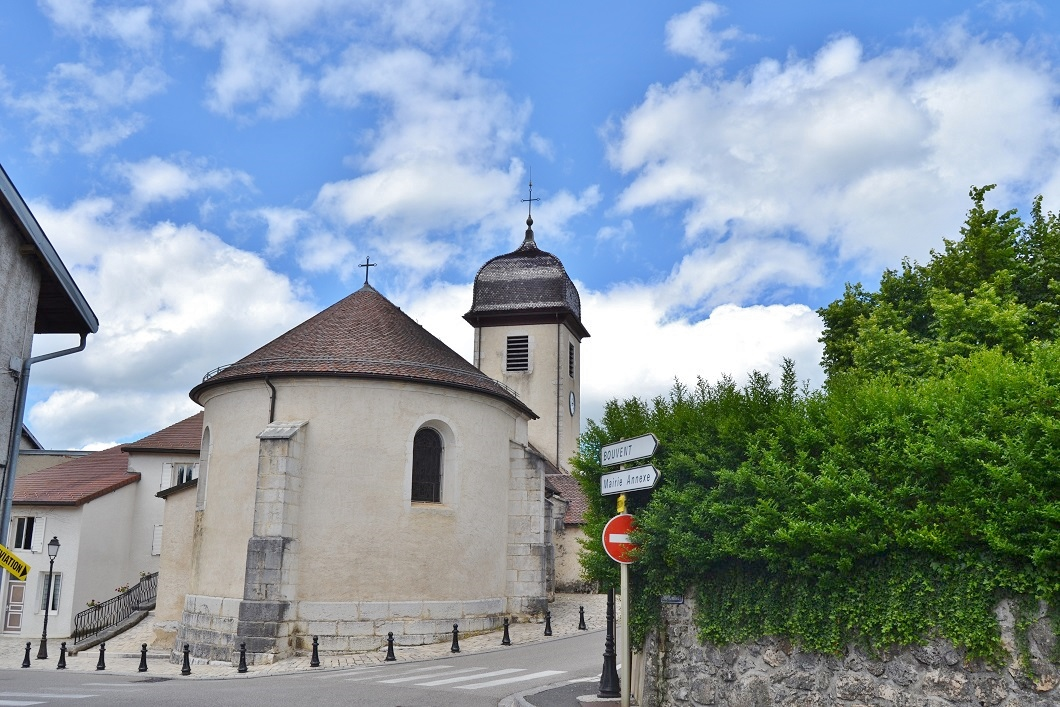
Kirche Saint-Clair
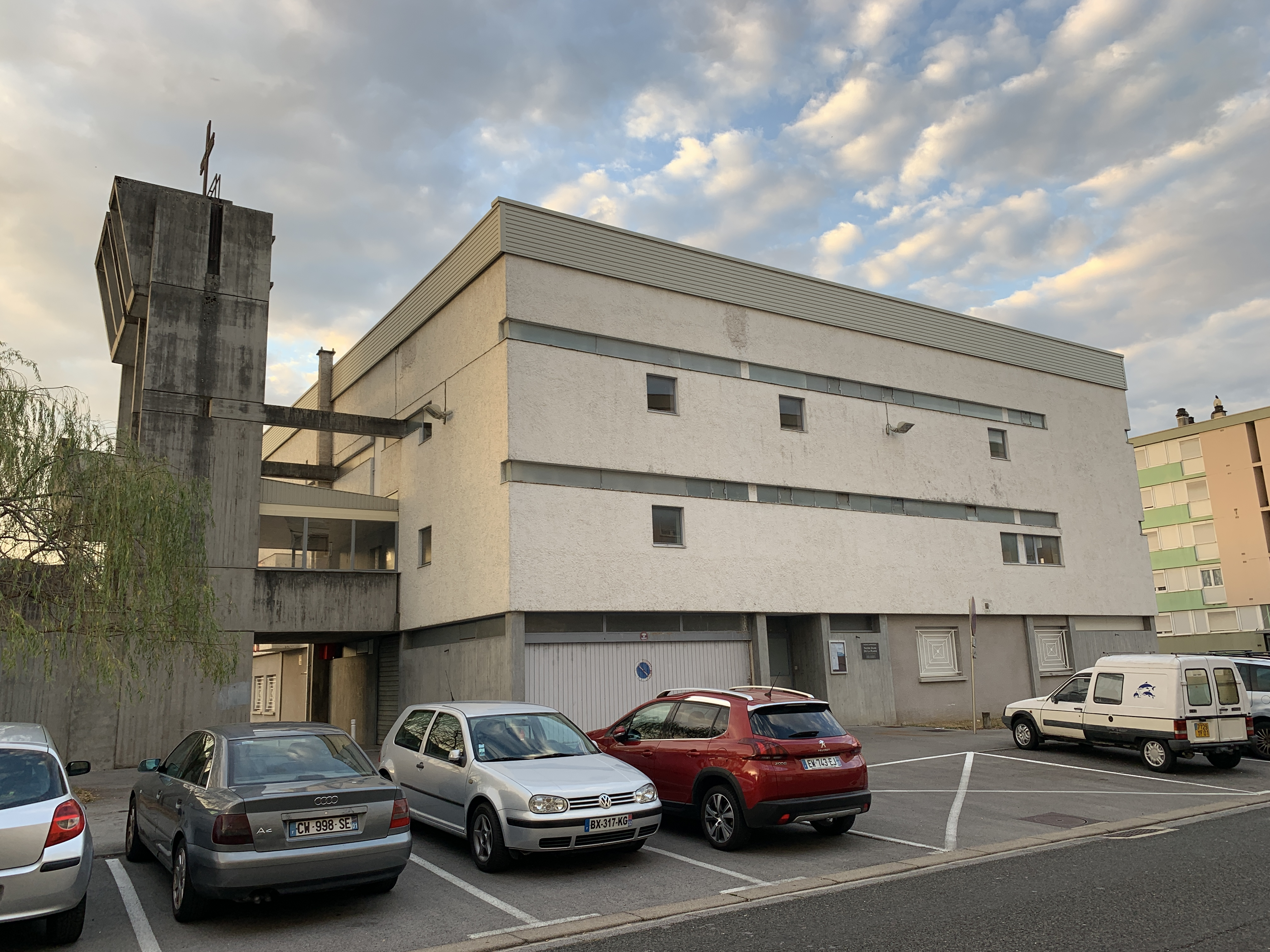
Kirche Notre-Dame-de-la-Plaine
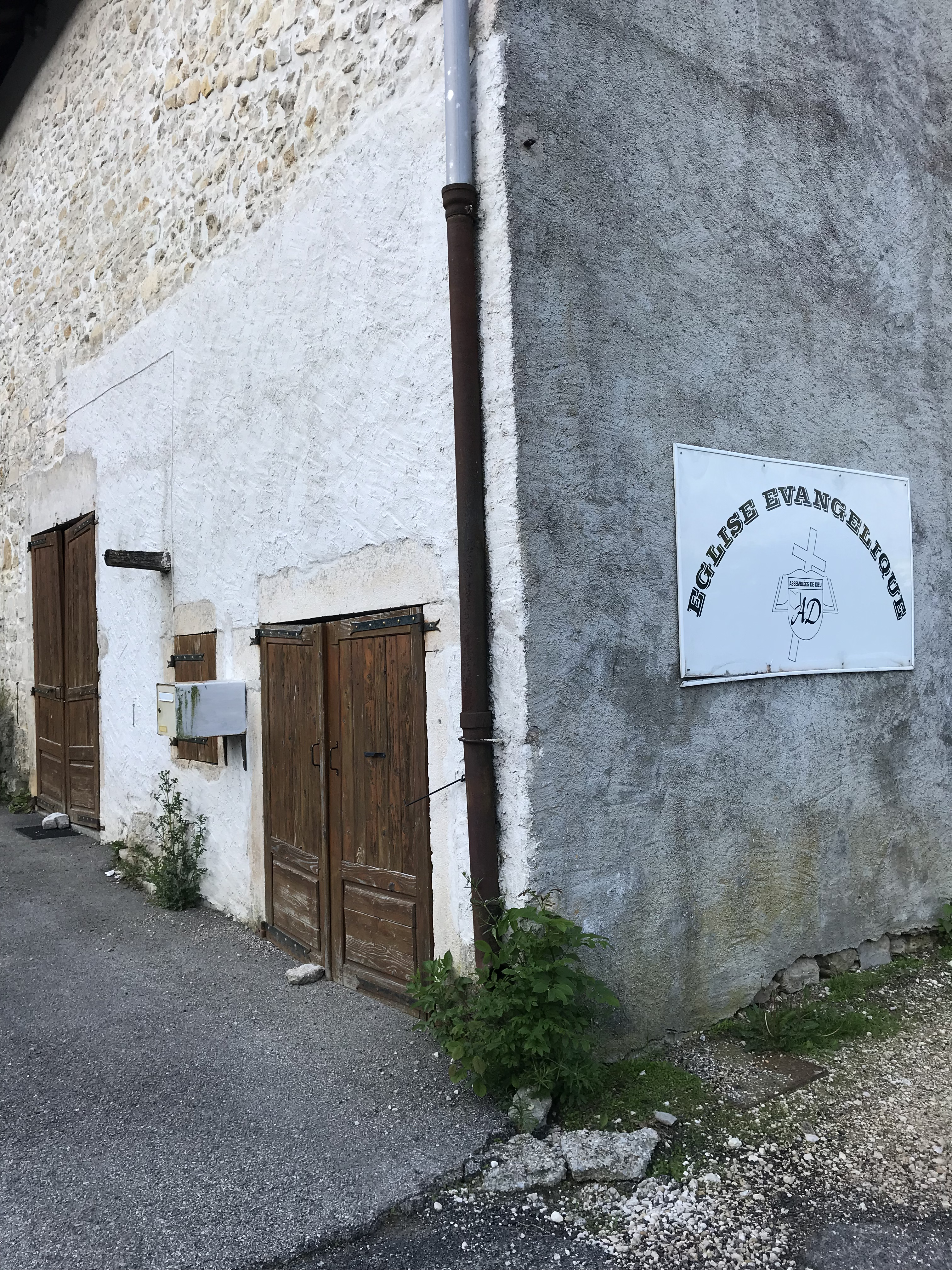
Evangelische Kirche
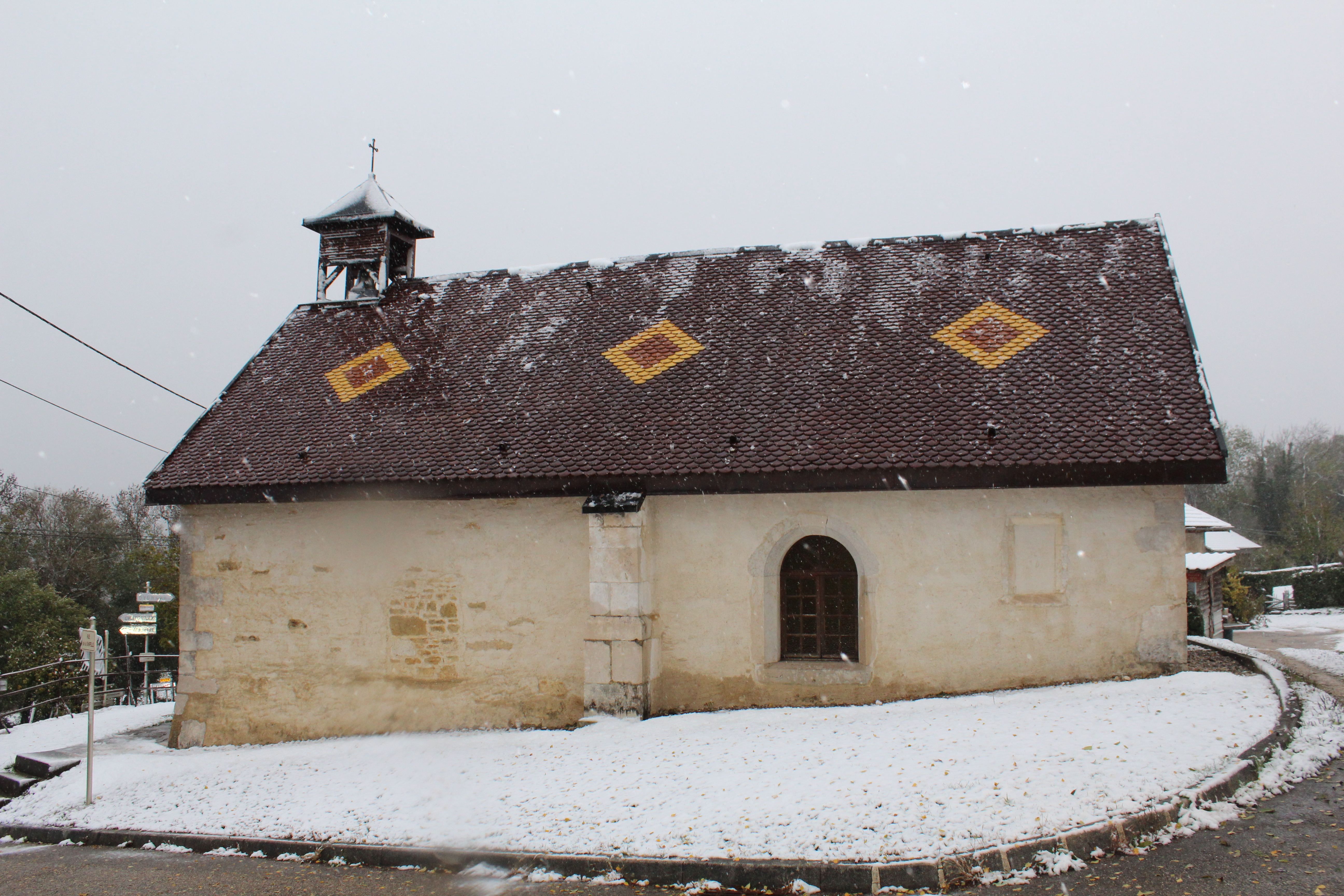
Kapelle Sainte-Madeleine
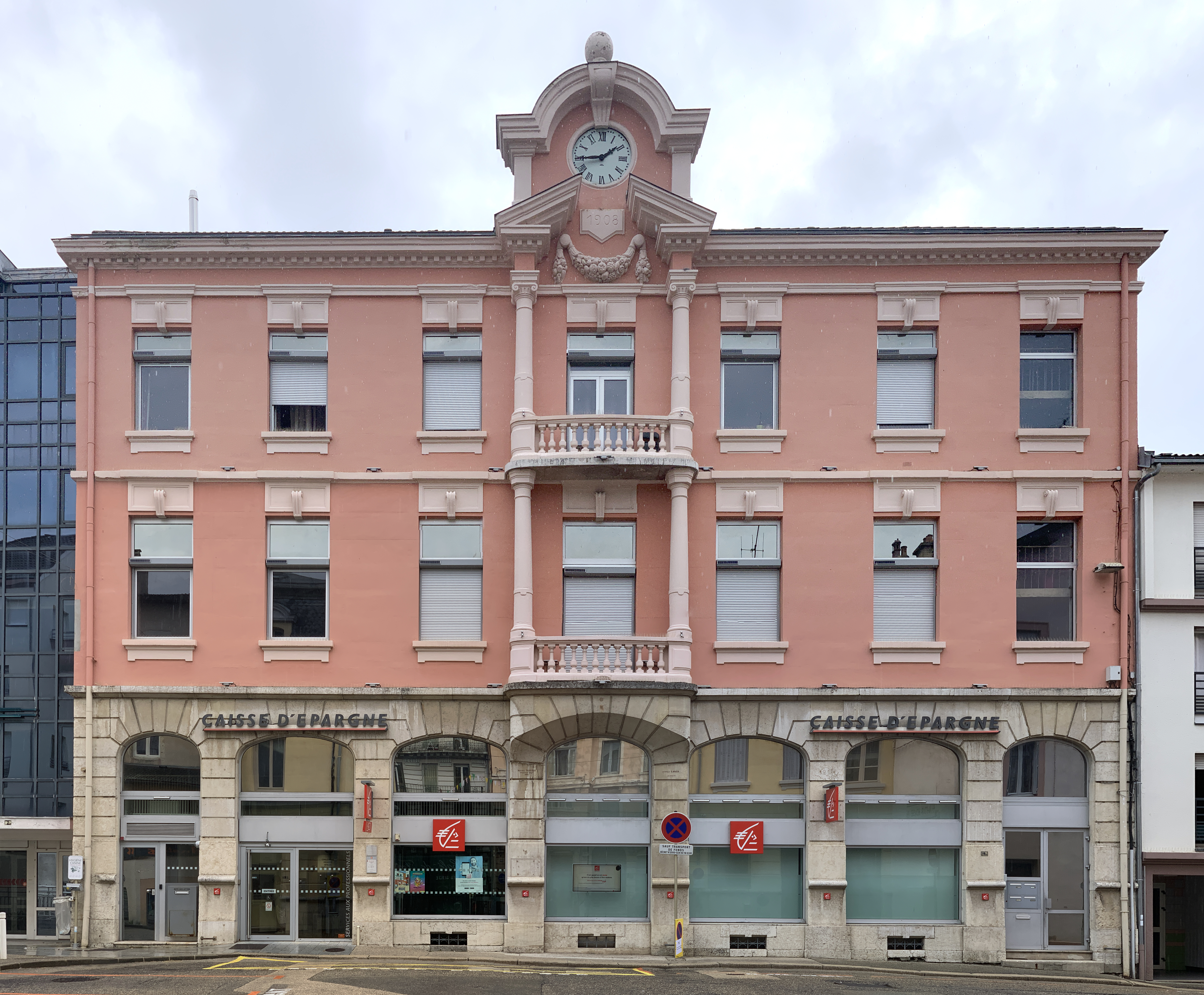
Sparkasse
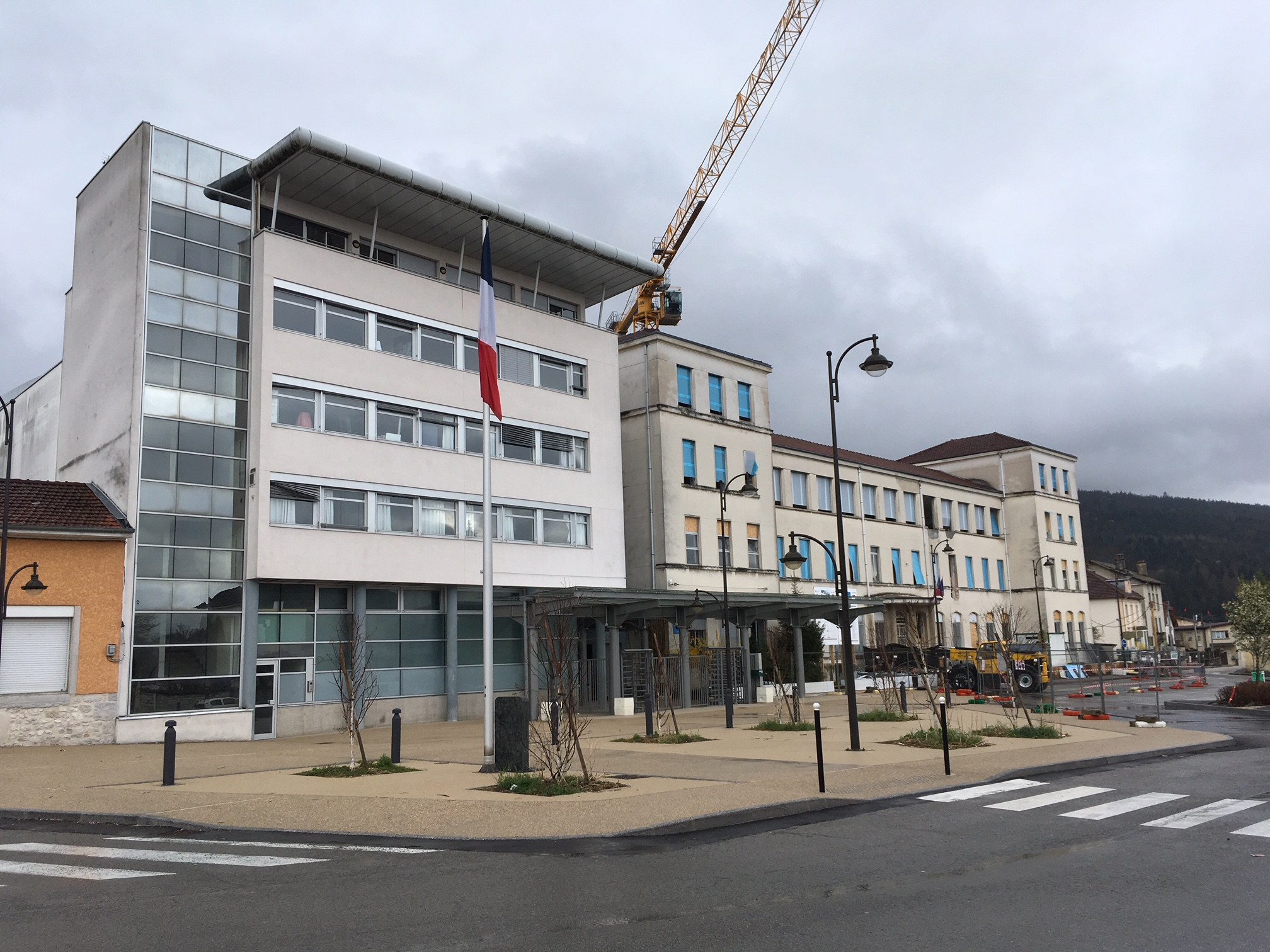
Hochschule „Paul Painlevé“
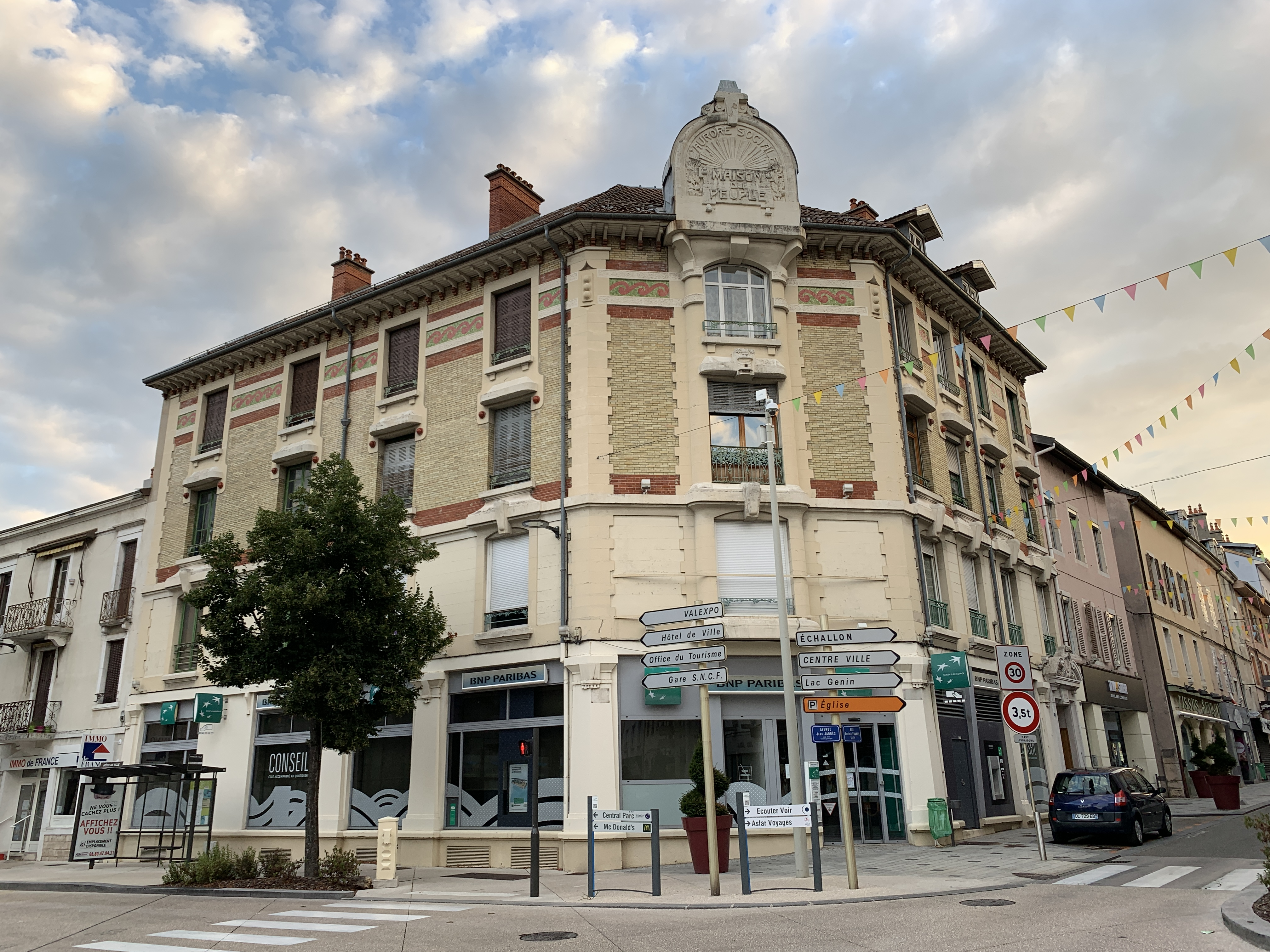
Volkshaus (Maison du peuple)
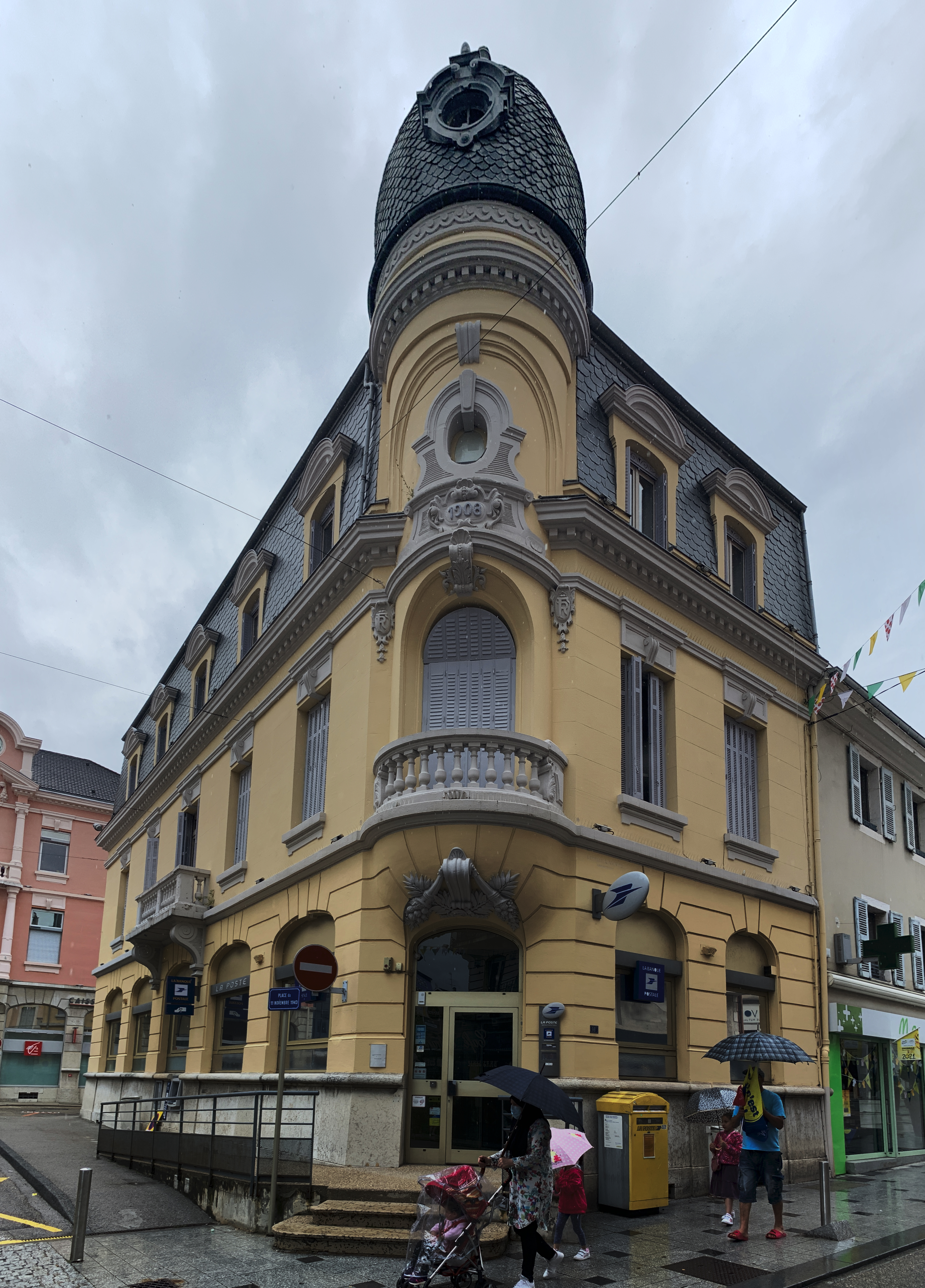
Postamt
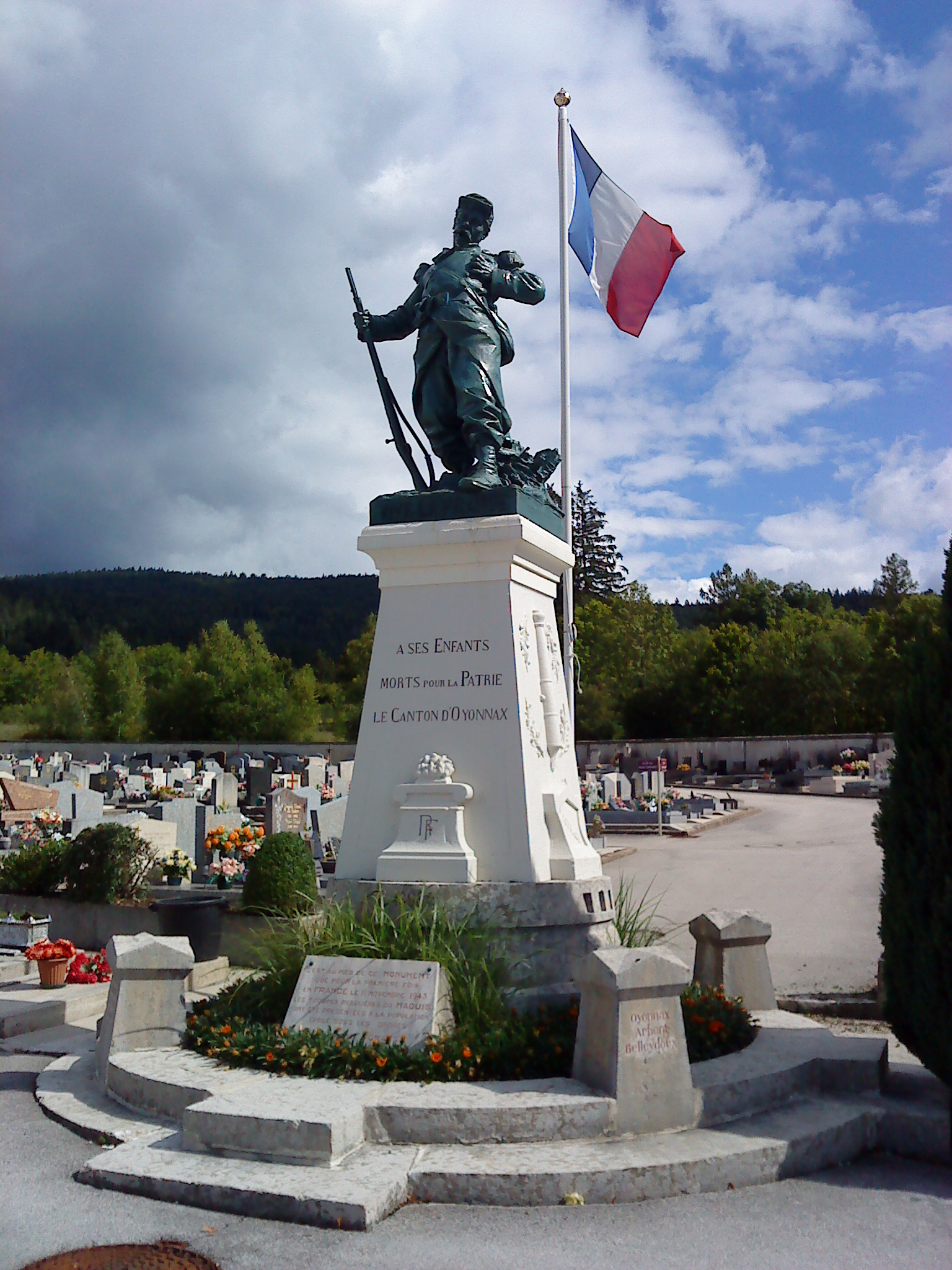
Denkmal für die Gefallenen der Weltkriege

## Wirtschaft
Oyonnax ist heute eine florierende Industriestadt im Jura und zählt (zusammen mit den Vororten Bellignat und Arbent) rund 660 Unternehmen, die sich auf 14 verschiedene Industrieparks aufteilen. Bei weitem die wichtigste Industriebranche der Stadt ist die Kunststoffindustrie. Dabei reicht die Produktionspalette von Haushaltsartikeln, Campingzubehör, Papeteriewaren, Verpackungsmaterial, Industriefertigteile, Brillen über Spielwaren und Gartenmöbel bis hin zu Luxusartikeln wie Schmuckstücke, künstliche Blumen und Dekorationsmaterial. Zu den wichtigen Unternehmen zählen Gilac, Grosfillex, Bollé und Smoby. Daneben gibt es auch Betriebe des Maschinenbaus, des Baugewerbes, der Feinmechanik und der Textilindustrie.

## Kultur und Bildung
Im Stadtquartier La Plaine befindet sich der moderne Bau des Centre Culturel Aragon. Es beherbergt unter anderem das Stadttheater, zwei Kinosäle, das Conservatoire Nationale de Musique, de Danse et d’Art Dramatique, die Stadtbibliothek und das Musée du Peigne et de la Plasturgie, das demnächst in das 1905 errichtete Gebäude Grande Vapeur übersiedelt werden soll. Im Weiteren ist Oyonnax Standort der Valexpo, eines Zentrums für Ausstellungen und Messen.
In Oyonnax gibt es eine Reihe von Vorschulen (école maternelle) und Grundschulen sowie drei Gesamtschulen (collèges) und eine Schule der Sekundarstufe II (lycée) mit eingegliederter Berufsschule. Das Lycée Arbez Carme, eine Hochschule für Kunststoffindustrie mit einem wissenschaftlichen und technologischen Zentrum für Kunststoffe und Zubehör, befindet sich im benachbarten Bellignat.

## Sport

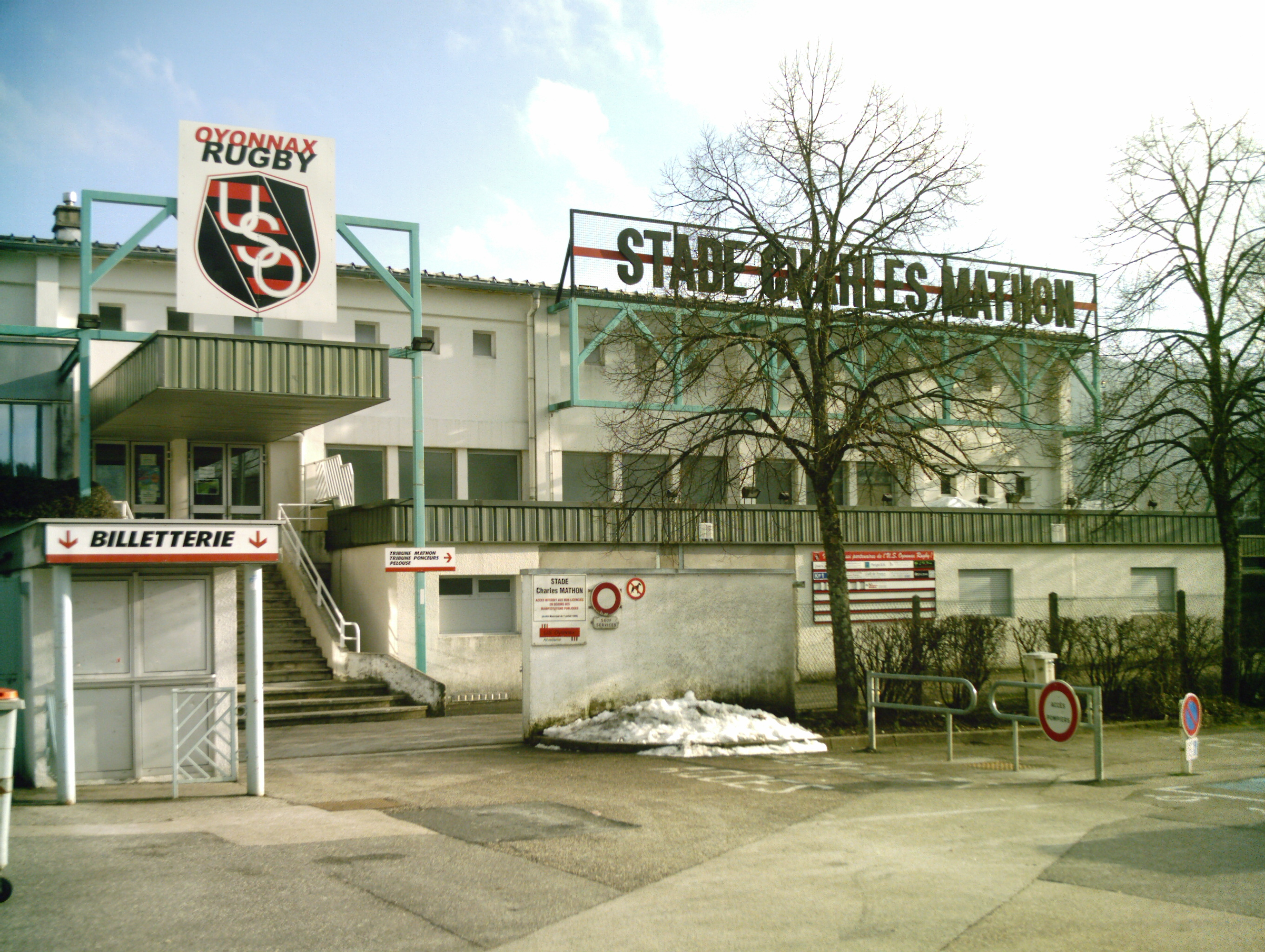
Eingang zum Stade Charles Mathon

Bekanntester Sportverein der Stadt ist Oyonnax Rugby, der Rugby Union spielt und in der höchsten französischen Liga Top 14 vertreten ist. Die Heimspiele werden im Stade Charles-Mathon mit 8.500 Plätzen ausgetragen.

## Verkehr

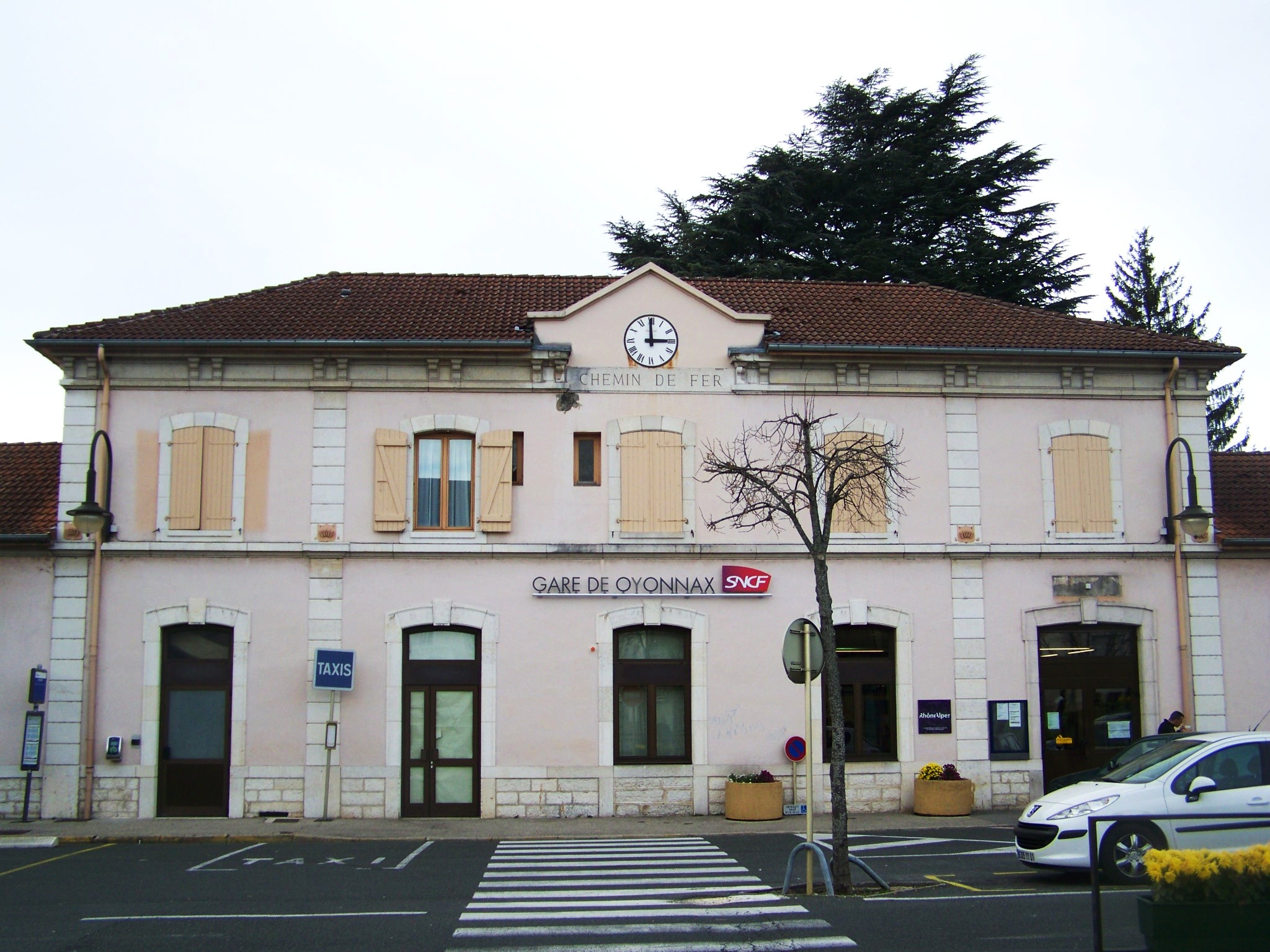
Bahnhof Oyonnax

Die Stadt ist verkehrstechnisch sehr gut erschlossen. Sie liegt an der Hauptstraße, die von Montréal-la-Cluse nach Saint-Claude führt. Weitere regionale Straßenverbindungen bestehen mit Thoirette, Arbent und Saint-Germain-de-Joux. Seit November 1997 ist Oyonnax mit der 20 Kilometer langen Autobahn A 404 direkt an das französische Autobahnnetz angebunden. Mit der Eröffnung dieser Autobahn erhielt Oyonnax gleichzeitig eine Umfahrung für den Transitverkehr in Richtung Saint-Claude. Der nächste Anschluss befindet sich in einer Entfernung von rund zwei Kilometern vom Stadtkern. 
Oyonnax besitzt einen Bahnhof an der Eisenbahnlinie von Bourg-en-Bresse nach Saint-Claude, die jedoch nur von zwei Zugpaaren bedient wird. Bourg-en-Bresse ist auch mit dem Schnellbus erreichbar. Von Bedeutung ist außerdem der 2010 neu geschaffene Bahnhof im 18 km entfernten Nurieux, der von einem Zugpaar der TGV-Verbindung Paris-Genf bedient wird. Im Talbecken nördlich der Stadt befindet sich der Flugplatz Oyonnax Arbent, der jedoch bereits auf dem Gemeindeboden von Arbent liegt.

## Städtepartnerschaft
Oyonnax unterhält seit Dezember 2001 eine Partnerschaft mit der deutschen Stadt Eislingen/Fils im Osten Baden-Württembergs, unweit der Landeshauptstadt Stuttgart. Sie geht zurück auf einen bereits seit Anfang der 1990er Jahre durchgeführten Schüleraustausch zwischen den beiden Städten.

## Persönlichkeiten
- Raymond Tissot (1919–1985), Speer- und Diskuswerfer
- Anne-Lise Bardet (* 1969), Kanutin
- Christelle Gros (* 1975), Biathletin
- Boulaye Dia (* 1996), Fußballspieler

In Oyonnax wirkte René Nicod (1881–1950) von 1919 bis 1950 (unterbrochen von einer Haft während des Vichy-Regimes) als Bürgermeister; nach ihm ist ein Park benannt.